# Chatignonville
Chatignonville ist eine französische Gemeinde mit 71 Einwohnern (Stand: 1. Januar 2022) im Département Essonne in der Region Île-de-France; sie gehört zum Arrondissement Étampes und ist Teil des Kantons Étampes. Die Einwohner werden Chatignonvillois genannt.

## Geographie
Chatignonville ist die westlichste Gemeinde des Départements Essonne. Sie liegt etwa 52 Kilometer südwestlich von Paris. Umgeben wird Chatignonville von den Nachbargemeinden Corbreuse im Norden und Nordosten, Authon-la-Plaine im Osten und Südosten, Garancières-en-Beauce im Süden sowie Allainville im Westen.

## Bevölkerungsentwicklung
| Jahr                      | 1962 | 1968 | 1975 | 1982 | 1990 | 1999 | 2006 | 2013 |
| Einwohner                 | 74   | 70   | 70   | 84   | 86   | 89   | 67   | 54   |
| Quelle: Cassini und INSEE |      |      |      |      |      |      |      |      |

## Sehenswürdigkeiten
- Kirche Saint-Mamert
- Wasserturm